# Maisenkögerl
Das Maisenkögerl ist ein 945 m ü. A. hoher Berg in den Oberösterreichischen Voralpen in der Gemeinde Scharnstein. Der Berg entsendet mit der Bräumauer nach Westen eine steile Felswand, die ins Tießenbachtal abfällt. Der häufig besuchte Berg bietet eine schöne Aussicht auf das Alpenvorland. Am Gipfel befindet sich ein Gipfelkreuz mit Gipfelbuch. In der Bräumauer befinden sich mehrere Kletterrouten.

## Anstiege
- Weg 8 von Hamberg von Osten auf den Gipfel
- Unmarkierter Weg vom Tießenbachtal über die Bräumauer von Westen auf den Gipfel